# Región geográfica inmediata de São Miguel do Oeste
La región geográfica inmediata de São Miguel do Oeste es una de las 24 regiones inmediatas del estado brasileño de Santa Catarina, y una de las siete regiones inmediatas que componen la región geográfica intermedia de Chapecó, y una de las 509 regiones inmediatas en Brasil, creadas por el IBGE en 2017. Está compuesta de 20 municipios.

## Municipios
| Región geográfica inmediata | Código | Municipios          |
| --------------------------- | ------ | ------------------- |
| São Miguel do Oeste         | 420009 | Anchieta            |
| São Miguel do Oeste         | 420009 | Bandeirante         |
| São Miguel do Oeste         | 420009 | Barra Bonita        |
| São Miguel do Oeste         | 420009 | Belmonte            |
| São Miguel do Oeste         | 420009 | Descanso            |
| São Miguel do Oeste         | 420009 | Dionísio Cerqueira  |
| São Miguel do Oeste         | 420009 | Flor do Sertão      |
| São Miguel do Oeste         | 420009 | Guaraciaba          |
| São Miguel do Oeste         | 420009 | Guarujá do Sul      |
| São Miguel do Oeste         | 420009 | Iporã do Oeste      |
| São Miguel do Oeste         | 420009 | Itapiranga          |
| São Miguel do Oeste         | 420009 | Palma Sola          |
| São Miguel do Oeste         | 420009 | Paraíso             |
| São Miguel do Oeste         | 420009 | Princesa            |
| São Miguel do Oeste         | 420009 | Romelândia          |
| São Miguel do Oeste         | 420009 | Santa Helena        |
| São Miguel do Oeste         | 420009 | São João do Oeste   |
| São Miguel do Oeste         | 420009 | São José do Cedro   |
| São Miguel do Oeste         | 420009 | São Miguel do Oeste |
| São Miguel do Oeste         | 420009 | Tunápolis           |